# Montlevon
 Montlevon  es una población y comuna francesa, en la región de Picardía, departamento de Aisne, en el distrito de Château-Thierry y cantón de Condé-en-Brie.

## Demografía[1]
| 472 | 553 | 496 | 516 | 584 | 586 | 647 | 663 | 615 | 616 | 668 | 547 | 515 | 514 | 497 | 508 | 515 | 504 | 514 | 502 | 419 | 412 | 385 | 387 | 326 | 318 | 301 | 287 | 234 | 227 | 249 | 255 | 253 |
| Para los censos de 1962 a 1999 la población legal corresponde a la población sin duplicidades (Fuente: INSEE [Consultar]) |     |     |     |     |     |     |     |     |     |     |     |     |     |     |     |     |     |     |     |     |     |     |     |     |     |     |     |     |     |     |     |     |

## Lugares y monumentos

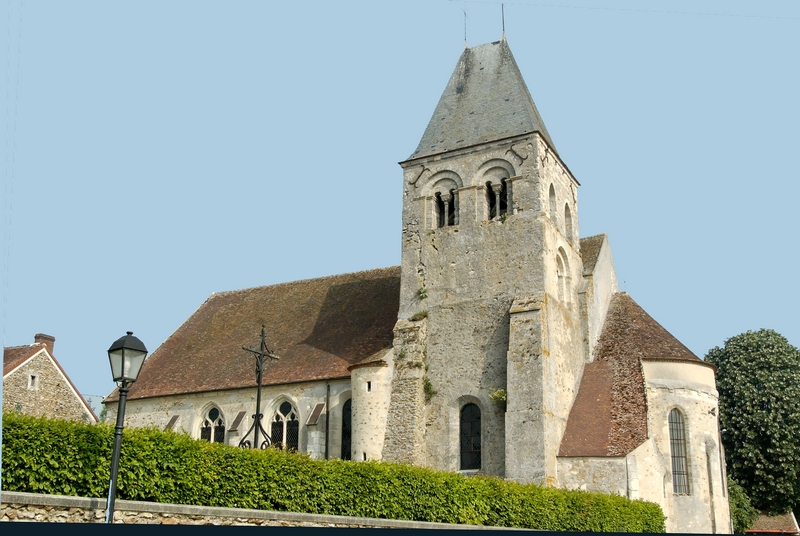
Iglesia de San Martín.
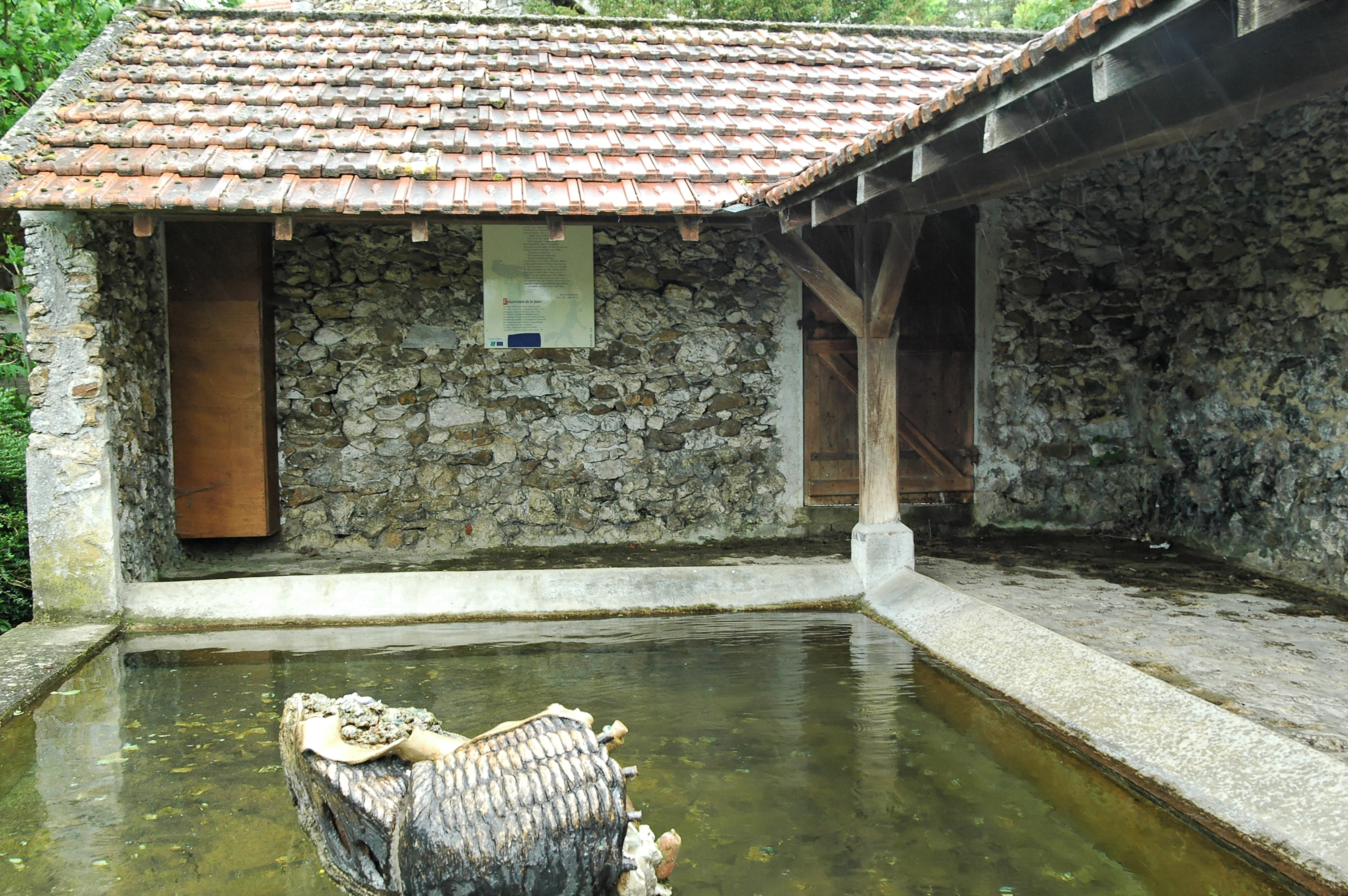
Uno de los lavaderos de Montlevon.